# Yamaha Ténéré 700

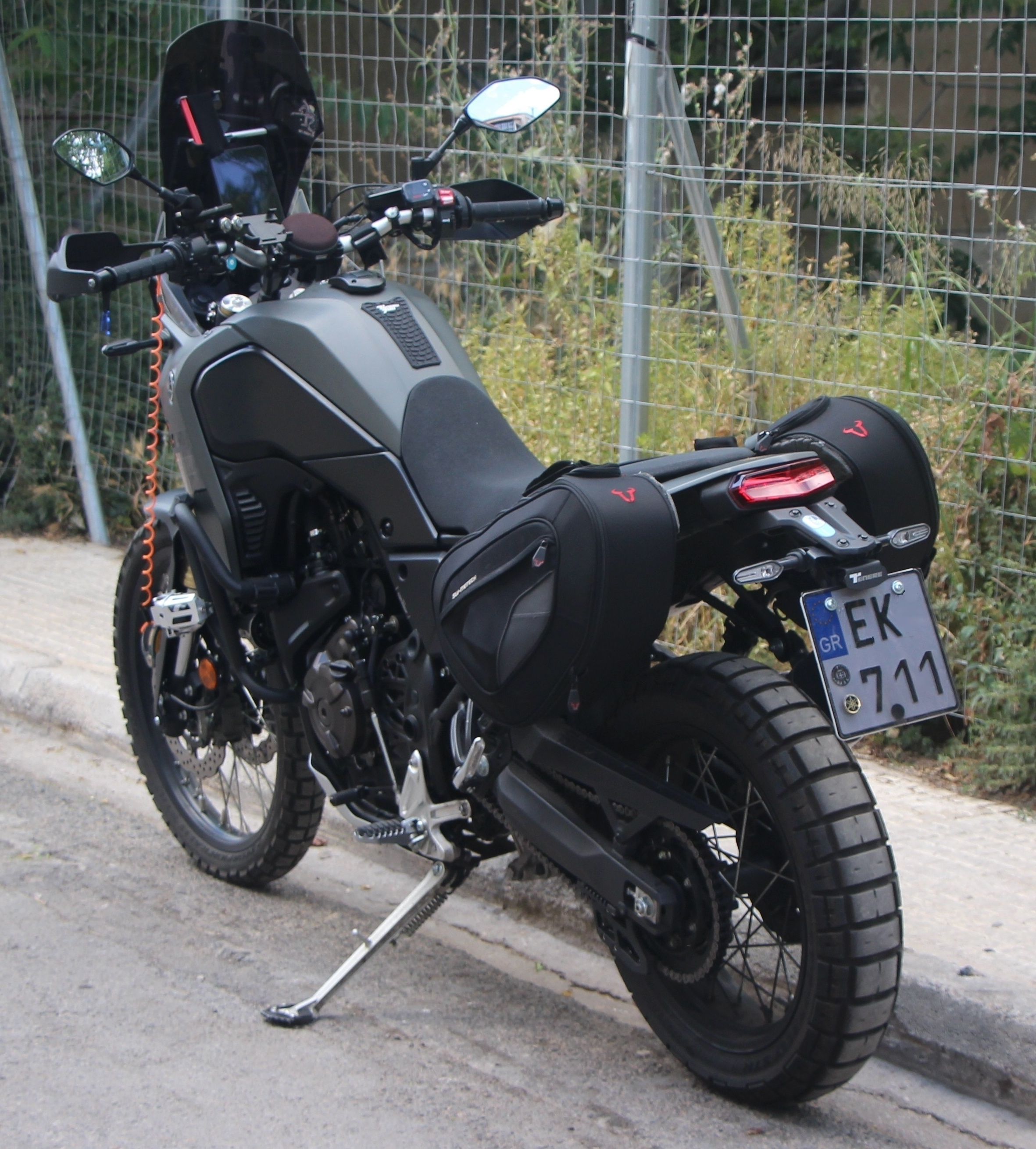
Heckseitenansicht

Die Yamaha Ténéré 700 ist ein Motorrad des japanischen Motorradherstellers Yamaha.

## Geschichte
Das Motorrad wurde Anfang November 2018 auf der Motorradmesse EICMA in Mailand vorgestellt. Im Unterschied zu anderen aktuellen Motorrädern verzichtet Yamaha bei der Ténéré 700, sieht man vom abschaltbaren ABS ab, auf elektronische Fahrhilfen.
Es wurde ab 1. August 2019 an Vorbesteller ausgeliefert. Der Verkaufsstart bei Händlern war im 3. Quartal 2019. Im Oktober 2019 war die Ténéré 700 mit 310 Fahrzeugen das bestverkaufte Motorrad in Deutschland.
Zum Juli 2020 folgt ein zusätzliches Modell der Ténéré 700, die Ténéré 700 Rally Edition. Ausgestattet ist sie mit einem Endschalldämpfer von Akrapovič, einem 4-mm-Alu-Unterfahrschutz, einem aus lasergeschnittenem Aluminiumblech hergestellten Kühlerschutz und Kettenabdeckung. Für verbesserte Ergonomie im Gelände sorgt eine zweifarbige einteilige höhere Sitzbank sowie diverse Pads am Tank, die den Knieschluss verbessern sollen. Die erste Serie erschien dabei in der Farbe Sky blue mit gelben Flanken im Heck, eine Hommage an die legendären Rallymaschinen von 1983/84. Als Farbe der zweiten Ténéré-700-Rally-Serie wurde Heritage White mit Rot gewählt. Die Rally verwendet dasselbe Fahrwerk wie die Standard-Ténéré.
Im Jahr 2022 wurde eine verbesserte Version der Ténéré mit dem Zusatz World Raid auf den Markt gebracht. Die World Raid, kurz WD genannt, zeichnet sich durch einen größeren Tank (23 Liter), verlängerte Federwege (jeweils 2 cm), einen Lenkungsdämpfer von Öhlins, ein jetzt voll einstellbares und verbessertes Fahrwerk von KYB inkl. Federvorspannung an der Gabel, höhere Verkleidungsscheibe und ein 5"-TFT-Display aus. Das Gewicht stieg dadurch auf 220 kg vollgetankt. Aufgrund der weit heruntergezogenen Tankhälften hat sich aber die Balance des Motorrades verbessert, da die Massen nun weiter zentralisiert sind. In den beiden ersten Modelljahren war die World Raid in blau und schwarz erhältlich, für 2024 sind blau und grau verfügbar. Durch den größeren Tank ergibt sich eine Reichweite von ca. 500 km, was das Motorrad vor allem für Fernreisende interessant macht.
Ab 2023 kam eine weitere Variante hinzu, die Ténéré 700 Extrem, sie bekam das mit längeren Federwegen ausgestattete voll einstellbare Fahrwerk von Kayaba (KYB) der World Raid, breitere, aus Titan gefertigte Fahrerfußrasten, eine einteilige 2 cm höhere Sitzbank (Sitzhöhe 91 cm), eine untere Kettenführung, einen hohen vorderen Kotflügel sowie als zusätzliches Menü im Dashboard eine Tripmaster-Funktion mit Bedienung vom rechten Lenkerschalter.
Ebenfalls zum Modelljahr 2023 erschien die Ténéré 700 Explore, eine mit verringerten Federwegen (vorn 190 mm; hinten 180 mm) ausgestattete Variante mit verringerter Sitzhöhe von 86 cm. Ab Werk wurde sie mit Kofferträgern und einem Quickshifter zum Hochschalten ausgestattet.
Mit dem Modelljahr 2025 erhielt die Ténéré komplett abschaltbares ABS und TCS, ein neues 6,3"-TFT-Display, 4 eckige, an einer Y-förmigen Aluminium-Struktur aufgehängte LED-Scheinwerfer, einen verstärkten Rahmen sowie einstellbare Federelemente. In der Software wurden außerdem die beiden Fahrmodi Sport und Explorer ergänzt, um die Leistungs- und Drehmomentcharakteristik anzupassen. Das neue Gesamtgewicht beträgt 208 kg.
Die Yamaha Ténéré 700 Rally erhielt, ähnlich zur Ténéré 700 Extrem von 2023, höherwertige Fahrwerkskomponenten von Kayaba (KYB), eine höhere Sitzbank (910 mm), Vorderradabdeckung und Titan-Fahrerfußrasten. Außerdem bekam sie einen um 20 mm verlängerten Federweg (vorn 230 mm; hinten 210 mm) bei einem neuen Gesamtgewicht von 210 kg.

## Technik

### Motor und Getriebe
Der Motor ist ein flüssigkeitsgekühlter Zweizylinder-Viertakt-Motor mit Crossplane-Kurbelwelle, zwei obenliegenden Nockenwellen (DOHC), vier Ventilen pro Zylinder und Benzineinspritzung. Bei einem Hubraum von 689 cm3 beträgt die Nennleistung 54 kW (73 PS) bei 9000/min. Das maximale Drehmoment von 68 Nm liegt bei 6500/min an. Das Getriebe hat 6 Gänge; zum Hinterrad wird die Kraft über eine Rollenkette übertragen.

### Fahrwerk
Der Rahmen ist ein Stahl-Brückenrahmen. Vorne federt eine USD-Telegabel mit einem Standrohrdurchmesser von 43 mm; der Federweg beträgt 210 mm. Das Hinterrad wird durch eine Aluminium-Zweiarmschwinge mit Zentralfederbein geführt; der Federweg beträgt 200 mm. Die Ténére 700 rollt auf Aluminiumfelgen mit Stahlspeichen. Bereifung vorne: 90/90-21 54V MC, Bereifung hinten: 150/70 R 18 70 V MC (Erstausrüstung: Pirelli Scorpion Rally STR).

### Maße und Gewichte
Die Sitzhöhe ist 875 mm, das fahrfertige Gewicht beträgt 204 kg (220 kg – World Raid). Der Tank fasst 16 Liter (23 Liter – World Raid), davon sind 4,1 Liter Reserve. Bei einem Verbrauch von 4,2 l/100 km ergibt sich eine theoretische Reichweite von ca. 350 km (500 km – World Raid).

### Tacho und Elektronik
Bei Einführung 2019 besaß die Tenere eine Tachoeinheit, Dashboard mit monochromer Anzeige. Die einzige elektronische Fahrhilfe besteht aus dem Antiblockiersystem. Für Fahrten im Gelände lässt es sich abschalten. Mit der Einführung des farbigen Tacho-Displays 2023 kann das ABS in drei Stufen geschaltet werden: ABS ein, ABS nur vorn aktiv oder ABS aus. 2025 wurde ein 6,3"-TFT-Display mit Verbindungsmöglichkeit zu Smartphones eingeführt.

## Militärischer Einsatz
Ab 2025 wird die Ténéré 700 bei den Kraftradmeldern der Bundeswehr mit militärischer Sonderausstattung eingesetzt; so sind die Fahrzeuge der Feldjäger mit einer Sondersignalanlage ausgestattet.

## Testurteil ADAC Juni 2021
„Viel Wert haben die Entwickler aufs Drumherum gelegt: Es gibt ein sehr stabiles, sauber passendes Gepäckträgersystem mit exakt zu fixierenden Alu-Boxen, zudem weiteres Zubehör, das lange Reisen in unwirtliche Gegenden angenehmer machen kann. Serienmäßig sind lange Wartungsintervalle, gute Zugänglichkeit für kleine Servicetätigkeiten wie beispielsweise das Reinigen des Luftfilters und allerlei mehr, so dass die Yamaha Ténéré 700 außgesprochen praxistauglich wirkt. 9722,55 Euro beträgt der Listenpreis.“